# Odense Zoo
Odense Zoo, der ligger ved Søndre Boulevard i Odense, åbnede 16. maj 1930 under navnet Odense Dyrehave, men skiftede til sit nuværende navn i 1933. Haven var ejet af Christian Jensen (1900?-1950), men blev i 1980 overdraget af hans familie til Odense Kommune som en selvejende institution. I 1983 blev haven statsanerkendt.
Odense Zoo ligger på begge sider af Odense Å, forbundet med tre gangbroer. Havens område omfatter blandt andet det areal, som Fyns Tivoli lå på. Tivoliet var i 1946 blevet åbnet af Christian Jensen, hvis familie solgte det fra i 1962. Efter Fyns Tivolis lukning blev grunden købt tilbage i 1994. I 1995 blev haven yderligere udvidet med et areal på 3,6 ha.
Grevinde Alexandra er protektor for Odense Zoo.

## Dyr
Ved havens åbning var der to aber, en påfugl, et dådyr, et muldyr, skader og marsvin. I dag har haven dyr fra hele verden, i alt ca. 2.070 individer fordelt på 147 arter. Blandt andet indviede zoo i 2001 et 60 millioner kroner dyrt "Oceanium" med Sydamerikas dyreliv som tema. Oceanium spænder fra tropisk regnskov med søkøer i en kunstig flod til kongepingviner i et subantarktisk klima.

### Tigeren Igor
Igor var en hantiger af racen Sibirisk tiger ("Panthera tigris altaica"), der levede 2008-2015, hvor den efter et længere sygdomsforløb blev aflivet d. 20. april.
Igor blev født i Jurgues zoo i Frankrig den 25. december 2002 og blev flyttet til Odense Zoo i april 2008. Som alle dyr i det europæiske zoo-samarbejde EAZA indgik Igor i et avlsprogram, hvor dyr indenfor truede arter sættes sammen med artsfæller for at værne om genpuljen i bestanden af dyr i fangenskab. I den forbindelse var Igor et meget velanset individ med en af de højeste genetiske rangeringer i Europa. I Odense Zoo dannede Igor par med en tilsvarende højt rangeret hun, Tira, hvilket har resulteret i fem meget velansete killinger af to kuld. Et kuld i 2013 bestående af en han og en hun, og senest et kuld i april 2015 bestående af tre killinger. Hannen fra 2013 blev sendt til en zoo i Krakow, mens hunnen skal sendes til Kasakhstan.
Igor blev aflivet som følge af en blodprop i rygmarven. Blodproppens konsekvenser havde i flere år haft synlig indvirkning på Igors bagparti. Tigeren havde haltet og haft problemer med at placere benene i forhold til hinanden. Disse følger tog til i løbet af tigerens sidste uger, og man mente ikke man kunne forsvare dyrets livskvalitet længere. Selve aflivningen blev udført af dyrlæge Steffen Knold, og det foregik ligesom en aflivning en hund eller kat, hvor Igor først blev bedøvet og efterfølgende fik en indsprøjtning med aflivningsmiddel.
Igor var et af de mest afholdte og populære dyr i Odense Zoo, og hans aflivning blev modtaget af gæsterne med kondolencer og hyldest på de sociale medier.

## Besøgstal
Odense Zoo var i 2008 Fyns mest populære attraktion og den niende mest besøgte i Danmark. Havens besøgsrekord blev sat i 2022, hvor der var 448.361 besøgende.
- 1999: 335.000[10]
- 2000: 310.000[10]
- 2001: 439.533[11]
- 2002: 390.000[12] (cirka)
- 2003: 417.370[12]
- 2004: 410.525[12]
- 2005: 433.795[13]
- 2006: 378.373[14]
- 2007: 420.254[15]
- 2008: 430.363[16]
- 2011: 405.913[17]
- 2012: 375.667[18]
- 2013: 381.439[19]
- 2014: 339.747[20]
- 2015: 353.658[21]
- 2016: 355.613[22]